# Zmarwlocikowate
Zmarwlocikowate (Heptageniidae) – rodzina owadów uskrzydlonych należących do rzędu jętek.
Obecnie do tej rodziny należą następujące rodzaje:
- Anepeorus (McDunnough, 1925)
- Cinygma (Eaton, 1885)
- Cinygmula (McDunnough, 1933)
- Ecdyonurus (Eaton, 1868)
- Epeorus (Eaton, 1881)
- Heptagenia (Walsh, 1863)
- Ironodes (Traver, 1935)
- Leucrocuta (Flowers, 1980)
- Maccaffertium (Bednarik, 1979)
- Macdunnoa (Lehmkuhl, 1979)
- Nixe (Flowers, 1980)
- Raptoheptagenia (Whiting and Lehmkuhl, 1987)
- Rhithrogena (Eaton, 1881)
- Spinadis (Edmunds and Jensen, 1974)
- Stenacron (Jensen, 1974)
- Stenonema (Traver, 1933)